# Meridiano 139 W
O Meridiano 139 W é um meridiano que, partindo do Polo Norte, atravessa o Oceano Ártico, América do Norte, Oceano Pacífico, Oceano Antártico, Antártida e chega ao Polo Sul. Forma um círculo máximo com o meridiano 41 E.
Começando no Polo Norte, o meridiano 139º Oeste tem os seguintes cruzamentos:
| País, território ou mar | Notas |
| ----------------------- | --- |
| Oceano Ártico           | |
| Mar de Beaufort         | |
| Canadá                  | Ilha Herschel, Yukon |
| Mar de Beaufort         | Baía de Mackenzie |
| Canadá                  | Yukon Colúmbia Britânica - cerca de 2 km |
| Estados Unidos          | Alasca |
| Oceano Pacífico         | Passa a oeste da ilha Fatu Huku, Polinésia Francesa |
| Polinésia Francesa      | Ilha Hiva Oa |
| Oceano Pacífico         | Passa a leste da ilha Tahuata, Polinésia Francesa · Passa a oeste da ilha Mohotani, Polinésia Francesa · Passa a oeste do atol Puka-Puka, Polinésia Francesa · Passa a leste do atol Akiaki, Polinésia Francesa · Passa a oeste do atol Vahitahi, Polinésia Francesa · Passa a oeste da ilha Nukutavake, Polinésia Francesa · Passa a leste do atol Vairaatea, Polinésia Francesa · Passa a leste do atol Vanavana, Polinésia Francesa |
| Polinésia Francesa      | Atol Moruroa |
| Oceano Pacífico         | Passa a oeste do atol Fangataufa, Polinésia Francesa |
| Oceano Antártico        | |
| Antártida               | Território não reivindicado |